# Parque Coyanmahuida

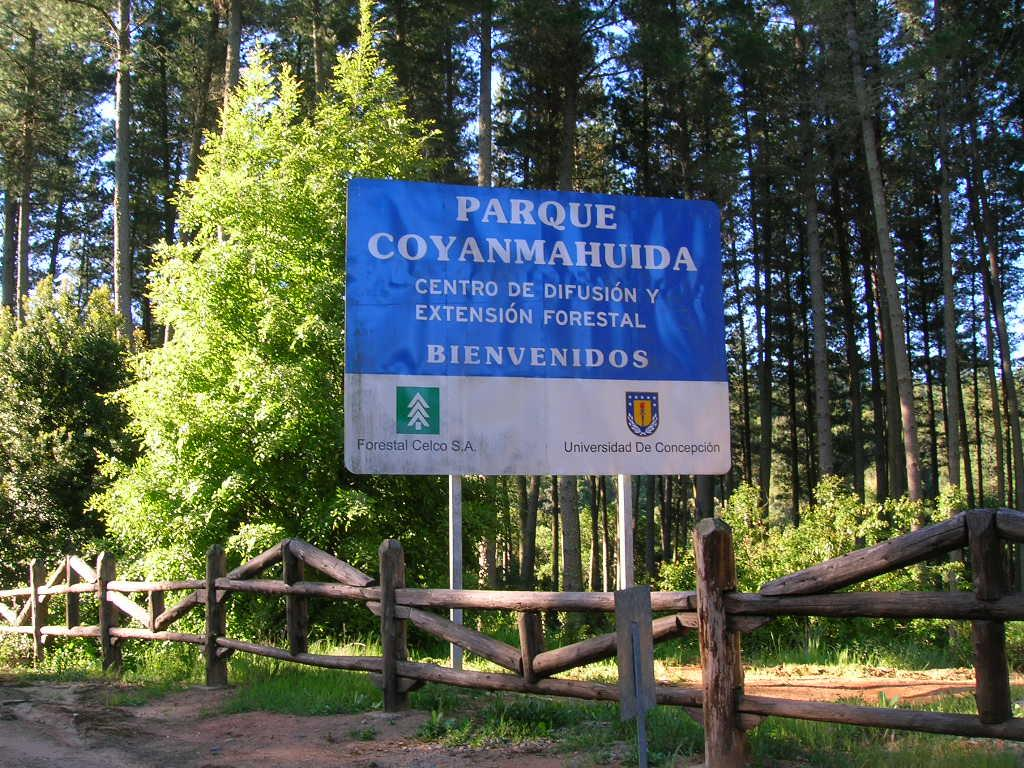
Entrada del Parque Coyanmahuida.

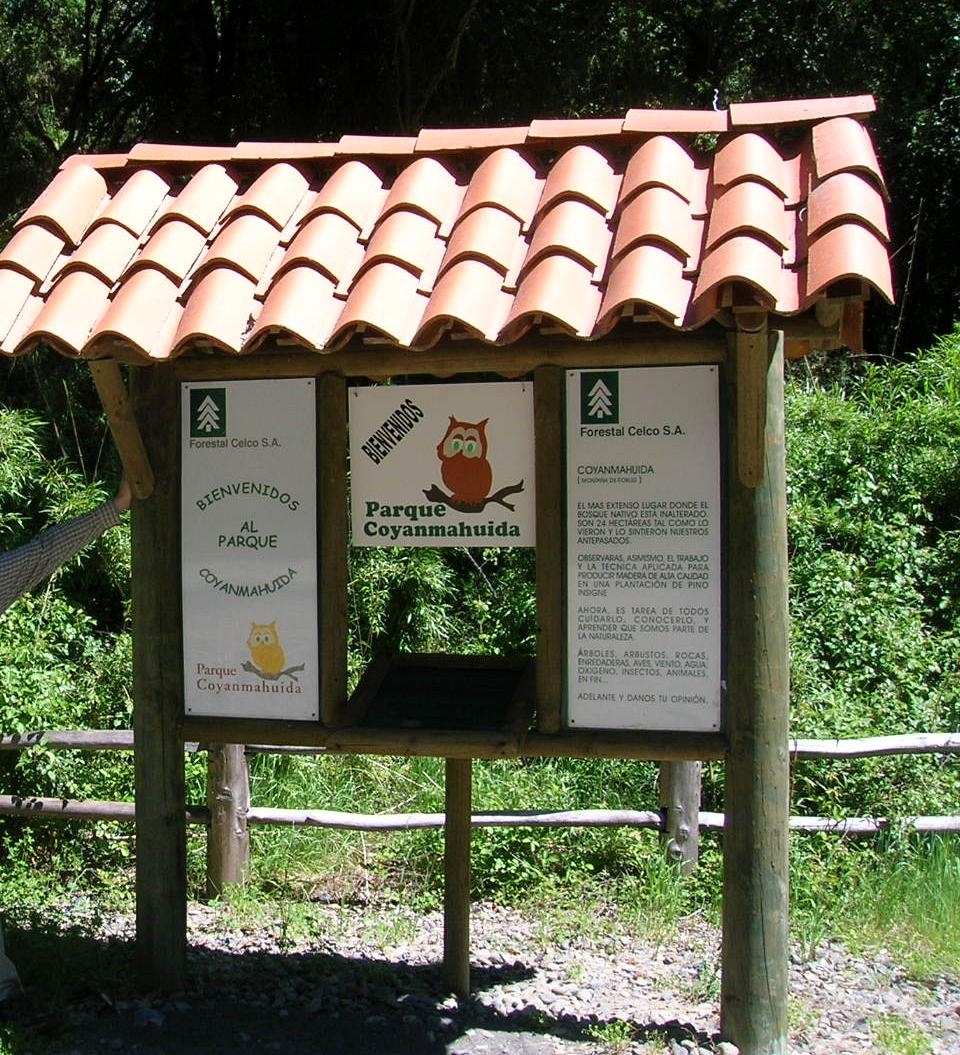
Inicio del sendero principal del Parque Coyanmahuida.

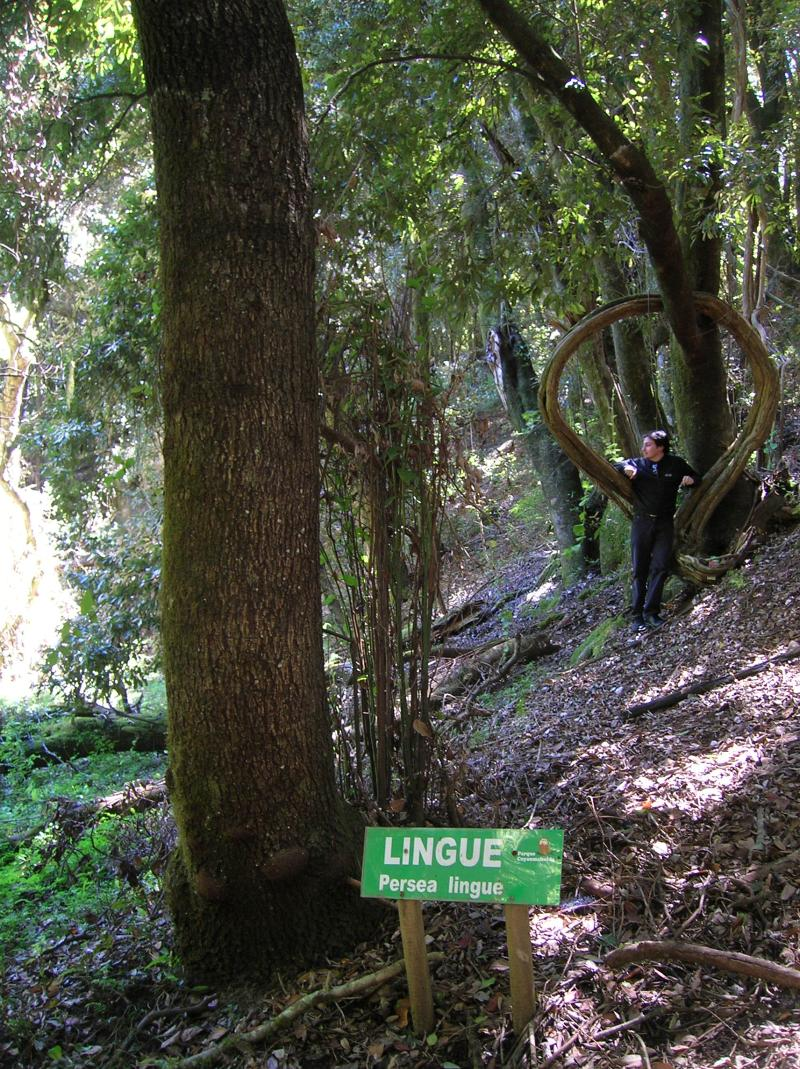
Árbol de lingue en uno de los senderos del Parque Coyanmahuida.

El Parque Coyanmahuida es un parque privado, ubicado a unos 40 km al este de Concepción, en la comuna de Florida, en la Región del Biobío, Chile.
El parque posee 24 hectáreas de superficie, y cuenta con una red de senderos a través de los cuales es posible ver un relicto de bosque nativo adulto en el cual destacan los árboles nativos peumo, lingue, huillipatagua, roble, Olivillo(Aetoxicon punctatum)), y muchas enredaderas, algunas de ellas de notable desarrollo. El sendero interpreta además algunas plantaciones de pino insigne y una antigua mina de cuarzo, e incluye áreas de pícnic.
El parque es propiedad de la empresa Forestal Celco, perteneciente a Celulosa Arauco y Constitución.